# Encruzilhada (filme)
Encruzilhada (em inglês:  Crossroads) é um longa-metragem de 1986 estrelado por Ralph Macchio, Joe Seneca, é Jami Gertz, escrito por John Fusco e dirigido por Walter Hill, com música de Ry Cooder e participação do guitarrista Steve Vai (que aparece no filme como Jack Butler, o guitarrista virtuoso do diabo no duelo de guitarra climático) e do gaitista Sonny Terry. É, ao mesmo tempo, um sucesso de público e crítica e um cult movie.
Trata-se de um filme do tipo coming-of-age de drama musical inspirado na lenda do músico de blues Robert Johnson.
Fusco era um músico itinerante de blues antes de frequentar a Escola de Artes Tisch da Universidade de Nova York, onde escreveu este filme como uma tarefa em uma master class liderada por Waldo Salt e Ring Lardner Jr. O roteiro estudantil conquistou o primeiro lugar do FOCUS Awards nacional (Films of College e University Students) e foi vendido para a Columbia Pictures, enquanto Fusco ainda era um estudante.

## Sinopse
O filme conta a história de um jovem e talentoso estudante de música clássica, Eugene Martone (interpretado por Ralph Macchio), que é aficcionado por blues.
Mesmo reprimido pelo seu professor, um purista, o jovem não se intimida e descobre que Robert Johnson, lendário violonista de blues, tinha um contrato para gravar 30 músicas, tendo, contudo, gravado somente 29 até sua morte. Com a intenção de gravar a música perdida e iniciar sua carreira com chave de ouro, ele ajuda na fuga de Willie Brown (Joe Seneca), um antigo gaitista de blues e amigo íntimo de Robert Johnson, de um asilo-prisão.
Assim começa a busca de ambos pela "Encruzilhada", local onde Johnson e Brown teriam vendido suas almas ao Diabo para se tornarem famosos cantores de blues.
O desfecho do filme se dá com um glorioso duelo de guitarras entre o jovem estudante de música clássica e o guitarrista do Diabo, Jack Butler (ninguém menos do que o guitarrista Steve Vai). Durante o filme, a maior parte das dedilhadas de Ralph Macchio foram dubladas pelo guitarrista Ry Cooder.

## Elenco
- Ralph Macchio - Eugene Martone
- Joe Seneca - Willie Brown
- Jami Gertz - Frances
- Joe Morton - Assistente de Scratch
- Robert Judd - Scratch (o Diabo)
- Steve Vai - Jack Butler
- Dennis Lipscomb - Lloyd
- Harry Carey Jr. - Bartender
- John Hancock - Sheriff Tilford
- Allan Arbus - Dr. Santis
- Gretchen Palmer - Beautiful Girl / Dançarina
- Al Fann - Penhorista
- Wally Taylor - O.Z
- Tim Russ - Robert Johnson
- Tex Donaldson - John McGraw
- Guy Killum - Willie Brown aos 17 anos
- Akosua Busia - Mulher em Boardinghouse
- Edward Walsh - Harley Terhune
- Allan Graf - Alvin
- Sammie Minniefield Jr - Pete
- William Kanengiser - Dublê do Ralph Macchio (Quando Eugene Martone toca a música clássica no início do filme, é a mão Kanengiser que é filmada tocando.

### Escolha do guitarrista para o papel de Jack Butler e gravação de duelo de guitarras
Arlen Roth, colunista e co-criador da série de vídeos instrucionais “Hot Licks”, foi contratado para servir como consultor do filme, e também para ajudar a dar um tom de realidade à performance do ator Ralph Macchio, que interpretava o guitarrista Eugene Martone, mas não sabia como tocar o instrumento.
O primeiro cotado para o papel foi Ry Cooder (que dublou as performances do personagem de Ralph Macchio). Coder atuou como diretor musical do filme e gravou a trilha sonora do filme. O duelo de guitarra clímax entre Eugene e Butler foi originalmente planejado para ser um concurso de blues slide-guitar, com Cooder aparecendo na tela como Jack Butler, e com Arlen Roth dublando a parte de Eugene. A cena de Coder interpretando Jack Butler chegou a ser gravada, mas o diretor Walter Hill não gostou muito. Anos mais tarde, Roth colocou o som da gravação do duelo final planejado, entre ele e Cooder, em seu canal SoundCloud.
Arlen Roth, então, pensou nos seguintes músicos para o papel: Stevie Ray Vaughan, Keith Richards, Frank Zappa, e Steve Vai.
Sobre a escolha de Steve Vai para interpretar Jack Butler, John Fusco deu a seguinte declaração:
A música neoclássica intitulada “Eugene's Trick Bag”, com a qual Eugene Martone derrota Jack Butler e vence o duelo, também foi composta por Steve Vai. A canção foi composta inspirada no Estudo N.2 de Villa-Lobos (um estudo só de arpejos), e baseada em Caprice No. 5, de Niccolò Paganini. Reza a lenda que Paganini teria vendido sua alma ao diabo por suas habilidades musicais. Talvez por isso, e sabendo do roteiro do filme, Steve Vai tenha baseado esta sua composição numa canção de Paganini.
O diretor chegou a gravar um duelo adicional, que deveria aparecer antes do confronto entre Jack Butler e Eugene Martone. Na cena, Jack Butler apareceria em um duelo contra um guitarrista de blues interpretado por Shuggie Otis; Otis perderia essa batalha, estabelecendo o quão ameaçador Butler era. Os produtores decidiram não usar esta filmagem no filme final.
Cooder relata que o duelo final envolvendo Steve Vai "teve que ser todo mapeado, já que tivemos que coreografar cuidadosamente a chamada e resposta daquele duelo de guitarra e usá-lo como reprodução durante as filmagens. Steve Vai é tremendamente científico quando se trata de tocar guitarra, e foi capaz de se adaptar a esse processo."
A identidade da guitarra superstrat vermelha que Steve Vai usa no filme se tornou um mistério. A revista Guitar World descobriu mais tarde que era um Charvel personalizado, construído por Grover Jacksonou o construtor de Charvel Mike Shannon, e equipado com captadores DiMarzio e um tremolo Floyd Rose. A guitarra era do próprio Vai e, quando Butler a deixou cair pesadamente no chão, a equipe de produção rapidamente construiu instrumentos de maquete para a cena. A guitarra original, assinada por Vai, está agora na coleção da empresa Hard Rock Cafe.

## Prêmios e indicações

### Prêmios
| Ano  | Festival                                          | Prêmio                 | Categoria              | Indicados | Resultado | Ref.   |
| ---- | ------------------------------------------------- | ---------------------- | ---------------------- | --------- | --------- | ------ |
| 1986 | Festival Internacional de Cinema da Flandres-Gent | Prêmio Georges Delerue | Melhor música original | Ry Cooder | Venceu    | [ 15 ] |

## Trilha sonora
| Críticas profissionais | Críticas profissionais |
| Avaliações da crítica  | Avaliações da crítica  |
| Fonte                  | Avaliação              |
| ---------------------- | ---------------------- |
| Allmusic               | [ 16 ]                 |

Um álbum com a trilha sonora do filme foi lançado, contendo 37 minutos de música. O álbum não apresenta a execução clássica de Eugene (que foi interpretada por William Kanengiser) nem o duelo final com Jack Butler. A execução de Steve Vai, incluindo o duelo, é apresentada em seu álbum The Elusive Light and Sound, Vol. 1.

### Faixas
| N.º            | Título                       | Compositor(es)                                                | Duração |  |
| 1.             | "Crossroads"                 | Ahmad Jamal, Robert Johnson, Traditional                      | 4:24    |  |
| 2.             | "Down in Mississippi"        | J. B. Lenoir                                                  | 4:25    |  |
| 3.             | "Cotton Needs Pickin'"       | Frank Frost, Richard "Shubby" Holmes, John Price, Otis Taylor | 2:58    |  |
| 4.             | "Viola Lee Blues"            | Noah Lewis                                                    | 3:11    |  |
| 5.             | "See You in Hell, Blind Boy" | Ry Cooder                                                     | 2:10    |  |
| 6.             | "Nitty Gritty Mississippi"   | Fred Burch, Don Hill                                          | 2:57    |  |
| 7.             | "He Made a Woman Out of Me"  | Fred Burch, Don Hill                                          | 4:12    |  |
| 8.             | "Feelin' Bad Blues"          | Ry Cooder                                                     | 4:16    |  |
| 9.             | "Somebody's Callin' My Name" | Traditional                                                   | 1:45    |  |
| 10.            | "Willie Brown Blues"         | Ry Cooder, Joe Seneca                                         | 3:45    |  |
| 11.            | "Walkin' Away Blues"         | Ry Cooder, Sonny Terry                                        | 3:37    |  |
| Duração total: | Duração total:               | Duração total:                                                | 37:06   |  |

- Nota: Algumas músicas que foram tocadas no filme, e não fazem parte da trilha-sonora oficial, estão presentes no álbum The Elusive Light and Sound, Vol. 1, de Steve Vai.[17]

## Recepção pela crítica
Crossroads foi, em geral, bem recebido pela crítica. O site Rotten Tomatoes deu-lhe uma classificação de 79%. O critico estadunidense Roger Ebert escreveu que "Crossroads (...) é um lembrete de tantos outros filmes e é um pouco surpreendente, no final, para perceber o quão eficaz é este filme e como é original e consegue-se senti-lo, apesar de todas as pilhagens".

## Curiosidades
- O roteiro original terminava com o personagem de Joe Seneca morrendo em um ônibus Greyhound.[20] O pai do diretor Walter Hill morreu pouco antes do início da produção, e ele achou difícil filmar essa cena, então ele também filmou um final mais feliz.[20] Ambos foram testados com o público; o final feliz foi escolhido.[20]  Both were tested with audiences; the happy ending was chosen.[21][22]
- Esse foi o último papel de Robert Judd no cinema. Ele morreu de câncer de estômago em janeiro de 1986, dois meses antes do lançamento do filme nos cinemas.